# Alpina pyrenaea
Alpina pyrenaea là một loài bướm đêm trong họ Geometridae.